# Minnesang
El Minnesang era una tradición alemana de poesía lírica y musical de entre el siglo XII y finales del siglo XIV. A los trovadores germanos del Minnesang se les conocía como Minnesänger. Estaban unidos en comunidades o hermandades.

## Historia
Estos cantores tenían mucho en común con los trobadours (trovadores) provenzales (del sur de Francia). Como ellos, cantaban generalmente acerca del amor cortés ('de la corte', no popular), del que proviene el término del alto alemán minne (“remembranza”, “amor”).
Muchos de los minnesängers más conocidos son notables también por su poesía épica o narrativa, como Hartmann von Aue (¿1170 - 1220?) y Wolfram von Eschenbach (1170-1220), que adaptaban novelas cortesanas (roman courtois) francesas, particularmente novelas artúricas de Chrétien de Troyes, el primero de ellos confesando su procedencia (Erek, Iwein) y puliendo y ornamentando la narración en forma y contenido, el segundo plagiando sin contemplaciones (Perceval). Otras importantes figuras son Godofredo de Estrasburgo, Strassburg o Straßburg, recopilador de las leyendas bretonas (y acaso provenzales) sobre Tristán en su Tristán e Iseo, y Walther von der Vogelweide (1170-1228), el poeta más personal y original de aquella época.

## La canción cortesana
Muchas melodías de la Minnelied ('canción cortesana') han sobrevivido hasta la actualidad, aunque los manuscritos más antiguos son del siglo XV, lo que puede hacer que las canciones hayan sido copiadas de manera diferente a como eran sus originales. Además es difícil descifrar la notación musical que se utilizaba en esa época. Aunque el contorno de la melodía es fácil de interpretar, el ritmo de la canción frecuentemente es imposible de adivinar.
En el siglo XV el Minnesang ('canto cortesano') se desarrolló y formó la tradición de los maestros cantores (Meistersinger), cuyo origen social era burgués (comerciante) a diferencia de los Minnesänger que provenían de la clase aristocrática.
Se han escrito al menos dos óperas acerca de la tradición Minesänger: Tannhäuser (de Richard Wagner) y Guntram (de Richard Strauss).

## Ejemplo deMinnelied
El siguiente poema de amor, de autor anónimo, escrito en alto alemán medio, se encontró en un códice latino del siglo XII en el monasterio de Tegernsee.
| Original | Alemán moderno | Español |
| --- | --- | --- |
| Du bist min ich bin din. Des sol(s)t du gewis sin. Du bist beslozzen In meinem herzen. Verlorn ist das slüzzelin. Du muost immer drinne sin! | Du bist mein! Ich bin dein. Dessen sollst Du gewiss sein. Du bist fest In meinem Herzen. Verloren ist das Schlüsselein. Musst wohl für immer drinnen sein! | Tú eres mío, yo soy tuyo. De eso puedes estar seguro. Tú estás encerrado En mi corazón. Perdida está la llavecita ¡Deberás quedarte allí para siempre! |

## Lista de losMinnesängermás famosos
- Der von Kürenberg
- Dietmar von Aist
- Heinrich von Veldeke
- Friedrich von Hausen
- Albrecht von Johansdorf
- Hartmann von Aue
- Heinrich von Morungen
- Reinmar
- Walther von der Vogelweide
- Wolfram von Eschenbach
- Godofredo de Estrasburgo
- Otto von Botenlauben
- Neidhart von Reuental
- Gottfried von Neifen
- Tannhäuser
- Ulrich von Liechtenstein
- Friedrich von Sonnenburg
- Konrad von Würzburg
- Reinmar von Zweter
- Heinrich von Meißen (Frauenlob)
- Barthel Regenbogen
- Johannes Hadlaub
- Hugo von Montfort
- Der Mönch von Salzburg (el monje de Salzburgo)
- Oswald von Wolkenstein
- Muskatblüt